# Elektryczna tomografia impedancyjna

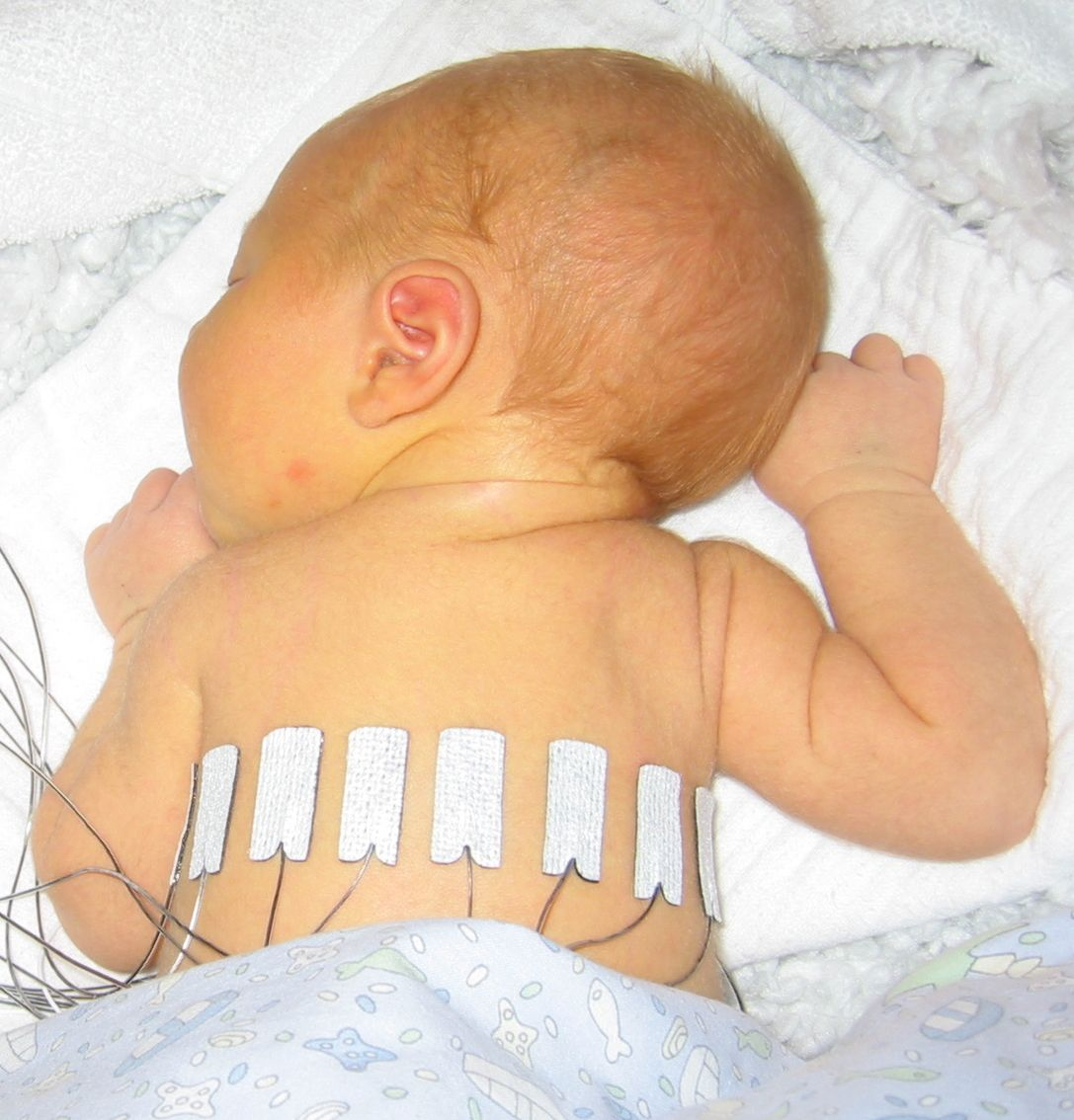
Elektrody powierzchniowe na klatce piersiowej noworodka

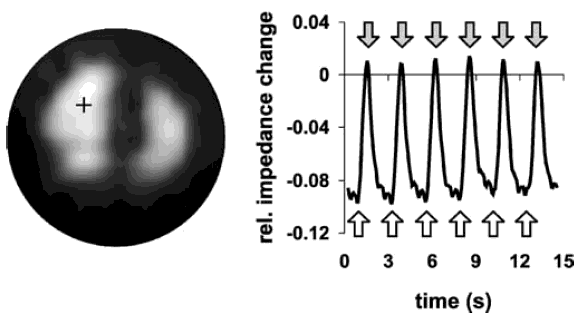
Obraz EIT (po lewej) i zmiana wartości impedancji w trakcie sześciu kolejnych oddechów (po prawej)

Elektryczna tomografia impedancyjna (EIT) – nieinwazyjna metoda obrazowania medycznego, pozwalająca na wizualizację przestrzennych rozkładów przewodności właściwej i przenikalności elektrycznej w badanej objętości. Obraz tomograficzny jest rekonstruowany na podstawie pomiarów impedancji między elektrodami powierzchniowych otaczających badaną objętość. Obrazowanie jest możliwe, ponieważ różne tkanki biologiczne charakteryzują się różnymi wartościami własności elektrycznych.
Głównym zastosowaniem EIT jest monitorowanie pracy płuc, wynika to z faktu, że cykl oddechowy ma silny wpływ na konduktancję. W trakcie wdechu tkanka płuc staje się bardziej przewodząca z powodu mniejszej zawartości powietrza izolującego w pęcherzykach płucnych.